# Callicostella scaberrima
Callicostella scaberrima là một loài rêu trong họ Pilotrichaceae. Loài này được Broth. mô tả khoa học đầu tiên năm 1924.